# Parij
Pour les articles homonymes, voir Paris (homonymie).
Parij (en russe : Париж) est un village de l'oblast de Tcheliabinsk, en Russie, dans le raïon des Nagaïbaks. 

## Population
C’est le centre administratif d’une municipalité rurale dont la population était estimée à 2 272 habitants en 2013.

## Histoire
La ville porte le nom (en russe) de Paris, en mémoire de la campagne de France.
D'autres villages de l'Oural du Sud sont nommés d'après des noms de bataille de la période napoléonienne : Kasselski (Cassel), Leïptsig (Leipzig), Arsinski (Arcis-sur-Aube), Berlin ou Ferchampenouaz (Fère-Champenoise). Ces noms ont été donnés en mémoire de batailles en Italie, en Allemagne et en France en 1799 et 1813 - 1814 : les cosaques de l'ethnie Nagaïbak étaient dans une unité distincte au sein de l'armée russe.
En 2005, une réplique de la tour Eiffel à l'échelle 1/7 y est construite : c'est en fait une antenne pour la téléphonie mobile.